# Klaudio Landa
Klaudio Landa Mendibe (Ea, Vizcaya, 11 de noviembre de 1967) es un periodista y presentador de televisión español.

## Trayectoria profesional
Desde 1995 colabora como presentador y actor de diferentes producciones en ETB.
| Año              | Programa          | Canal |
| ---------------- | ----------------- | ----- |
| 1995-1996        | Arralde           | ETB1  |
| 1996             | Kale Gorrian      | ETB1  |
| 1996             | Hau da Marka!     | ETB1  |
| 1999-2005        | Sorginen Laratza  | ETB1  |
| 1999             | Azken uda pasa    | ETB1  |
| 2007             | Zeure Esku        | ETB1  |
| 2009             | OHD 2dean         | ETB1  |
| 2010             | Oh Happy Day!     | ETB1  |
| 2013             | Debatea           | ETB1  |
| 2019             | Egunak egin du    | ETB1  |
| 2020-2021        | Eztabaidan        | ETB1  |
| 2021             | Baserria Zuzenean | ETB1  |
| 2024- Actualidad | 11 Entzuteko      | ETB1  |

| Año       | Programa                | Canal |
| --------- | ----------------------- | ----- |
| 1999      | Último Verano del Siglo | ETB2  |
| 2003-2006 | Esta es mi gente        | ETB2  |
| 2006      | Intuición               | ETB2  |
| 2011-2013 | Ni Más Ni Menos         | ETB2  |
| 2013-2016 | Sin Ir Más Lejos        | ETB2  |
| 2016-2017 | ¡Qué me estás contando! | ETB2  |
| 2017-2019 | El Programa de Klaudio  | ETB2  |
| 2022      | En Kuadrilla            | ETB2  |

## Como actor
| Año       | Teleserie            | Cadena |
| --------- | -------------------- | ------ |
| 1997-1998 | Benta berri          | ETB1   |
| 2005      | Mi querido Klikowsky | ETB2   |